# 24156 Хамсашрідхар
24156 Хамсашрідхар (24156 Hamsasridhar) — астероїд головного поясу, відкритий 15 листопада 1999 року.
Тіссеранів параметр щодо Юпітера — 3,515.